# Dáire Barrach
Dáire Barrach est un Roi de Tara et Ard ri Erenn légendaire.
Dáire Barrach fils de Catháir Már selon les traditions généalogiques, bien que non inclus dans les listes royales médiévales irlandaises est également un candidat à l'identification avec Dáire Drechlethan de l'ancien poème irlandais du Baile Chuinn Chétchathaig.
Les généalogies le présentent comme l'ancêtre éponyme de la dynastie Uí Bairrche de Laigin et lui assignent trois fils :
- Fiacc ;
- Eochu Guinech ;
- Muiredach Sníthe.

et parfois un quatrième :
- Breccán dont les Manaich d'Ulster prétendaient être issus.

Dans le texte Timma Catháir Máir il est indiqué que son père lui a légué ses armes ce qui renforce la position de ses descendants allégués comme défenseurs des marches du Leinster. Selon le poème du Leinster Nidu dír dermait son fils Muiredach Sníthe et son petit-fils Móenach furent des prétendants au titre de roi de Tara bien que non reconnus dans le Baile Chuinn Chétchathaig.  

## Source
- Edel Bhreathnach The Kingship and Landscape of Tara, Four Courts Press, Dublin 2005  (ISBN 1851829547).